# Mersin (település)
Mersin Törökország tíz legnépesebb településének egyike, Mersin tartomány székhelye, nagyvárosi önkormányzattal (Büyükşehir Belediyesi) rendelkező város. A tartomány területén született Pál apostol, és a legenda szerint a Mersintől Alanyáig terjedő területet ajándékozta egykoron Marcus Antonius Kleopátrának. A városnak 1992 óta saját egyeteme van.

## Fekvése
Silifkétől 75 km távolságra, a tenger partján fekvő tartományi székhely.

## Története
A város a Földközi-tenger legforgalmasabb kikötője és Adana után a második legjelentősebb gazdasági központ. A város jelenlegi arculatát a 20. századnak köszönheti. A 19. század végén még jelentéktelen kis település volt, a köztársasági korban azonban rohamos fejlődésnek indult. Ma ipari, kereskedelmi és közigazgatási centrum. Pálmafákkal szegélyezett széles útjain számtalan hotel, motel, panzió épült az idelátogatók fogadására. 
A város történelmi emlékekkel, műemlékekkel nem büszkélkedhet ugyan, de a környék sok érdekes látnivalót kínál.

## Galéria

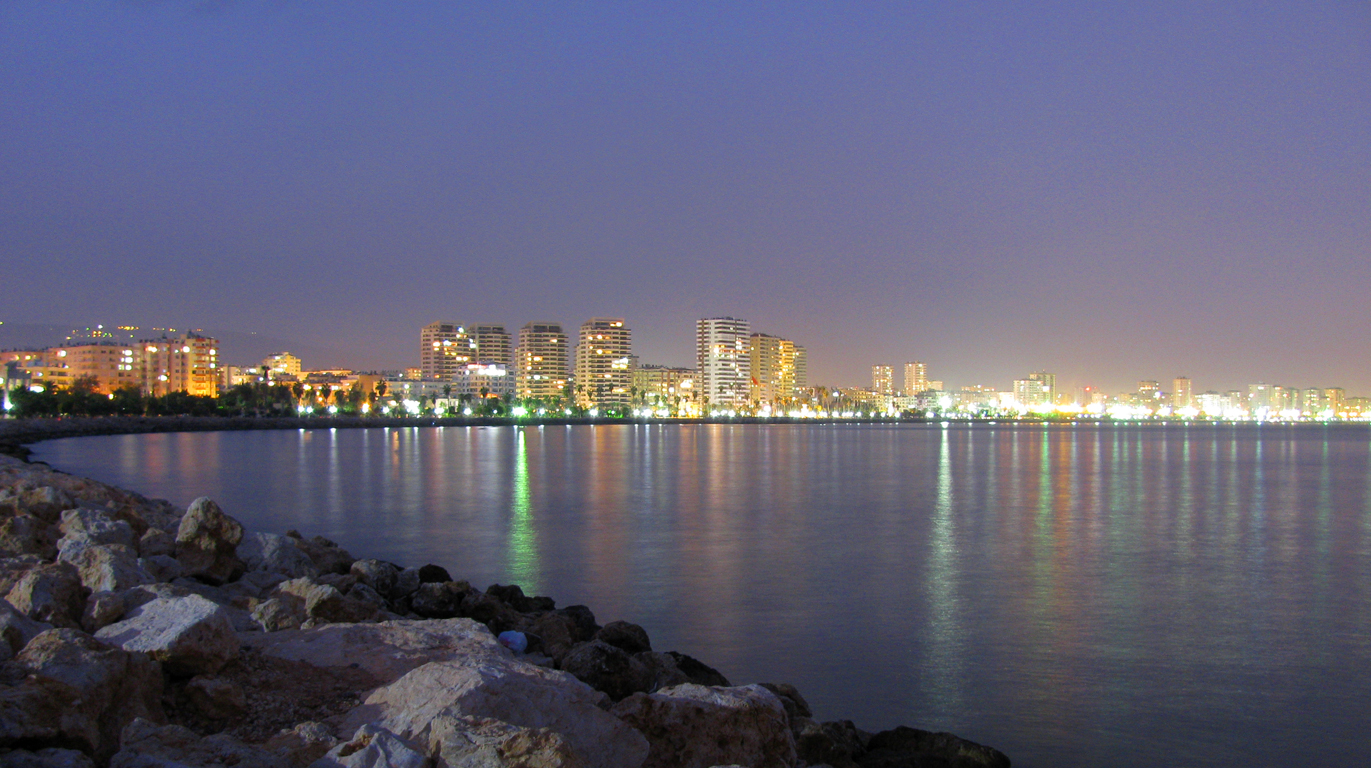
Mersin látképe
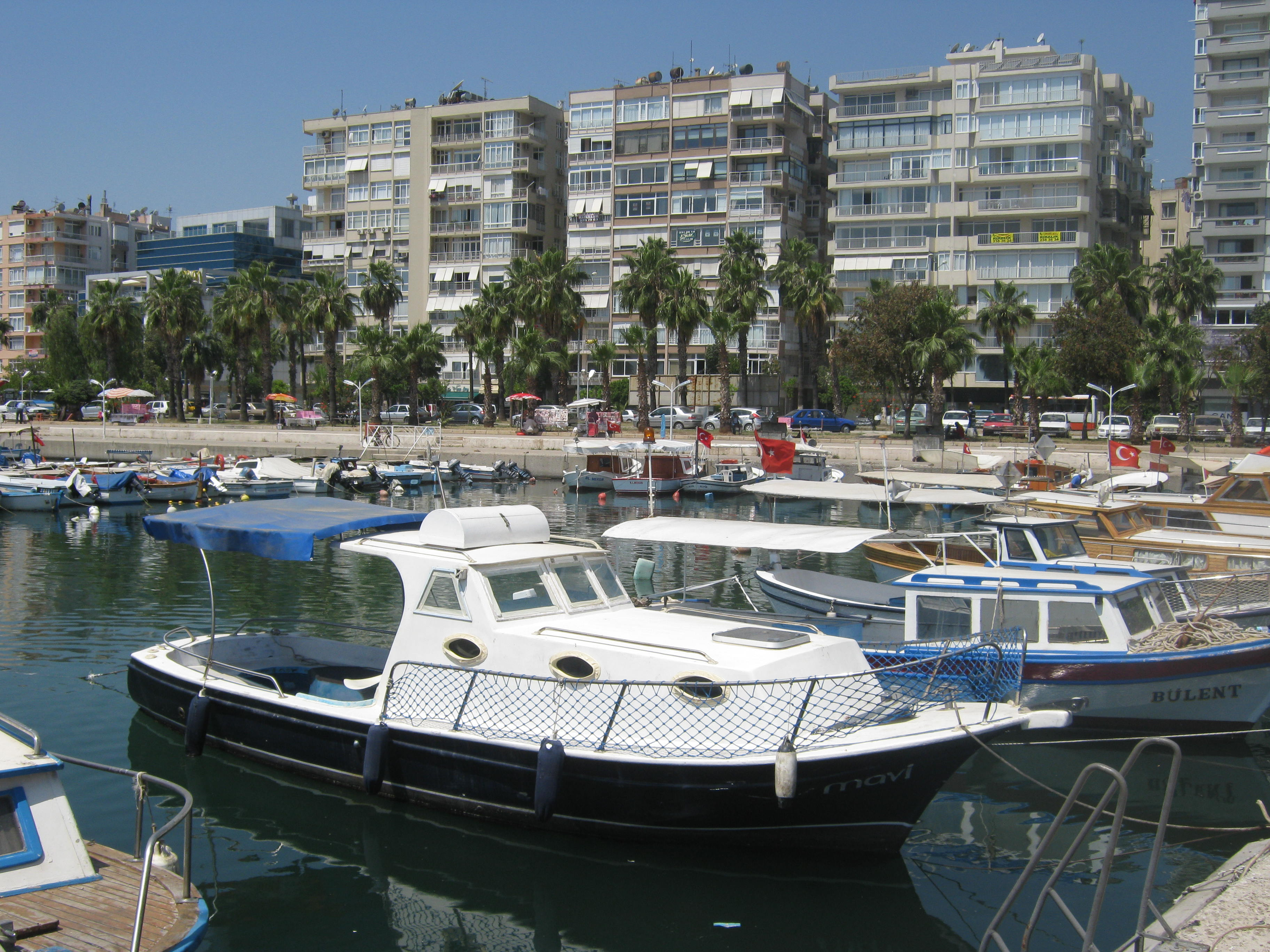
Mersin
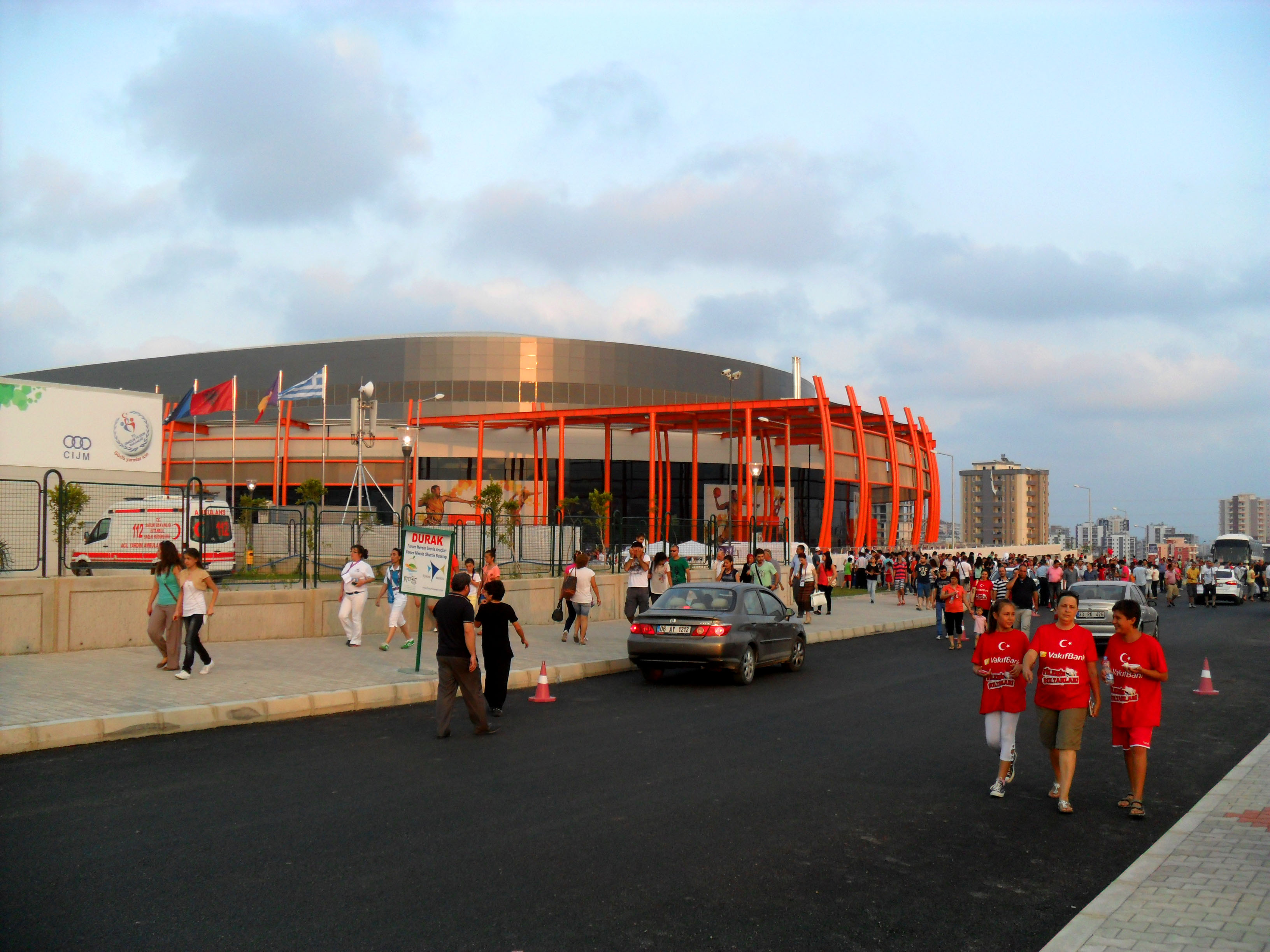
Sportközpont
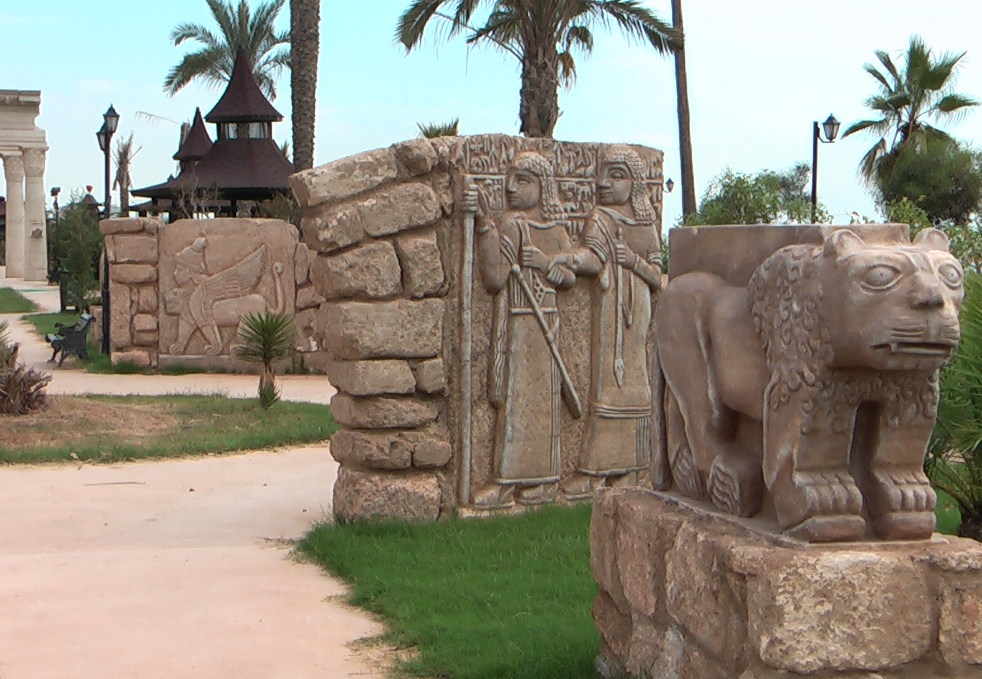
Sétány
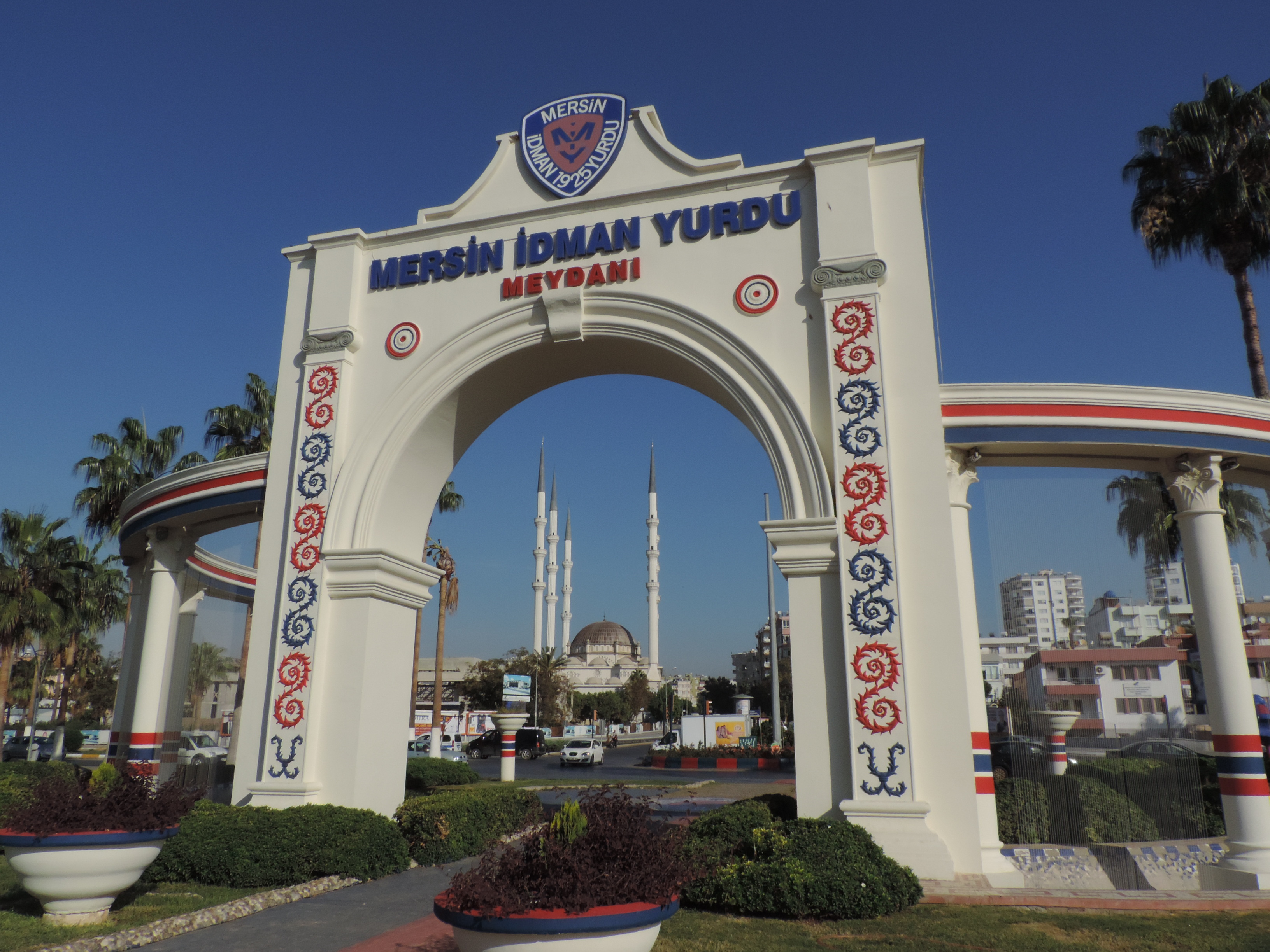
Mersin
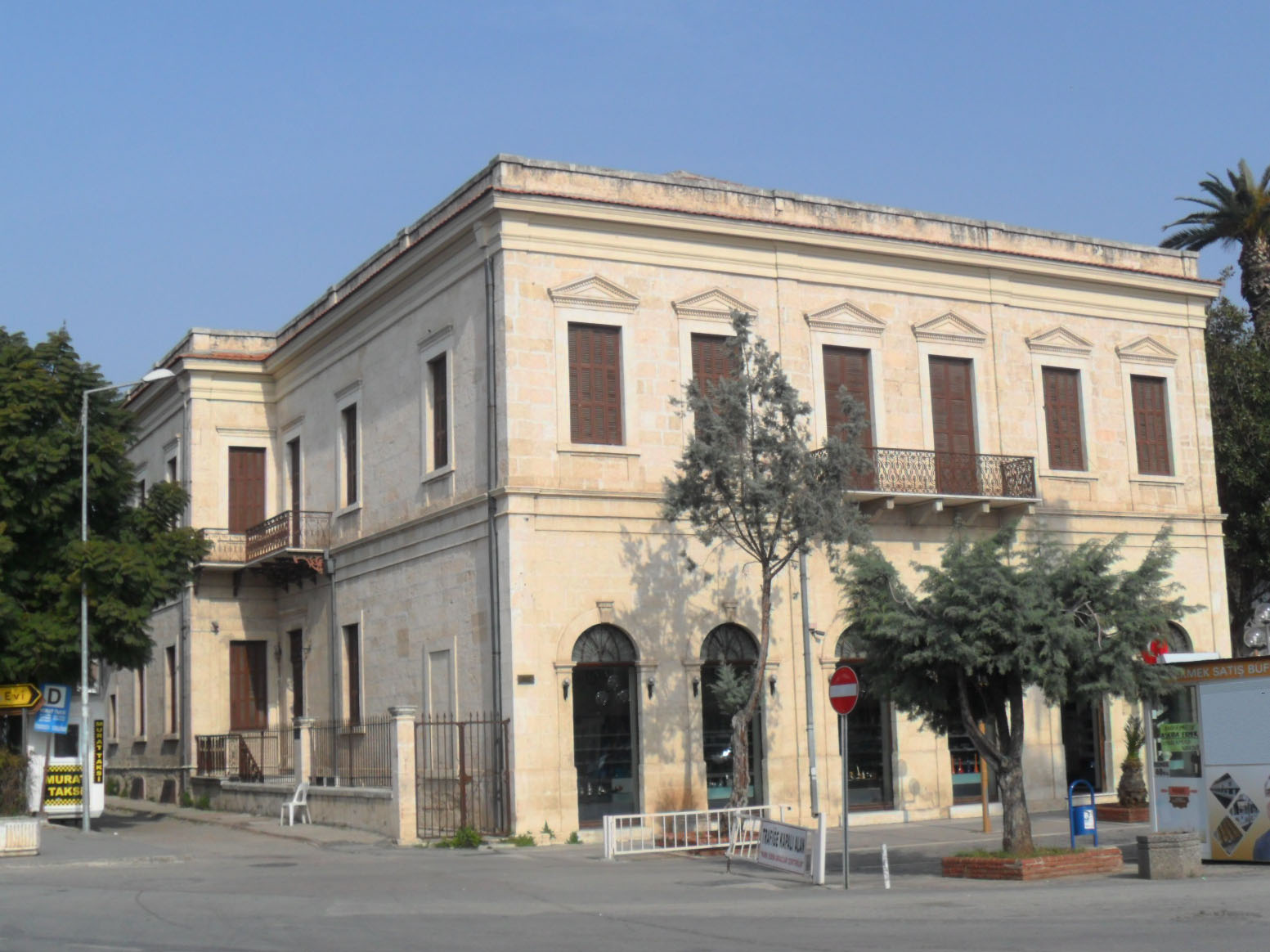
Múzeum
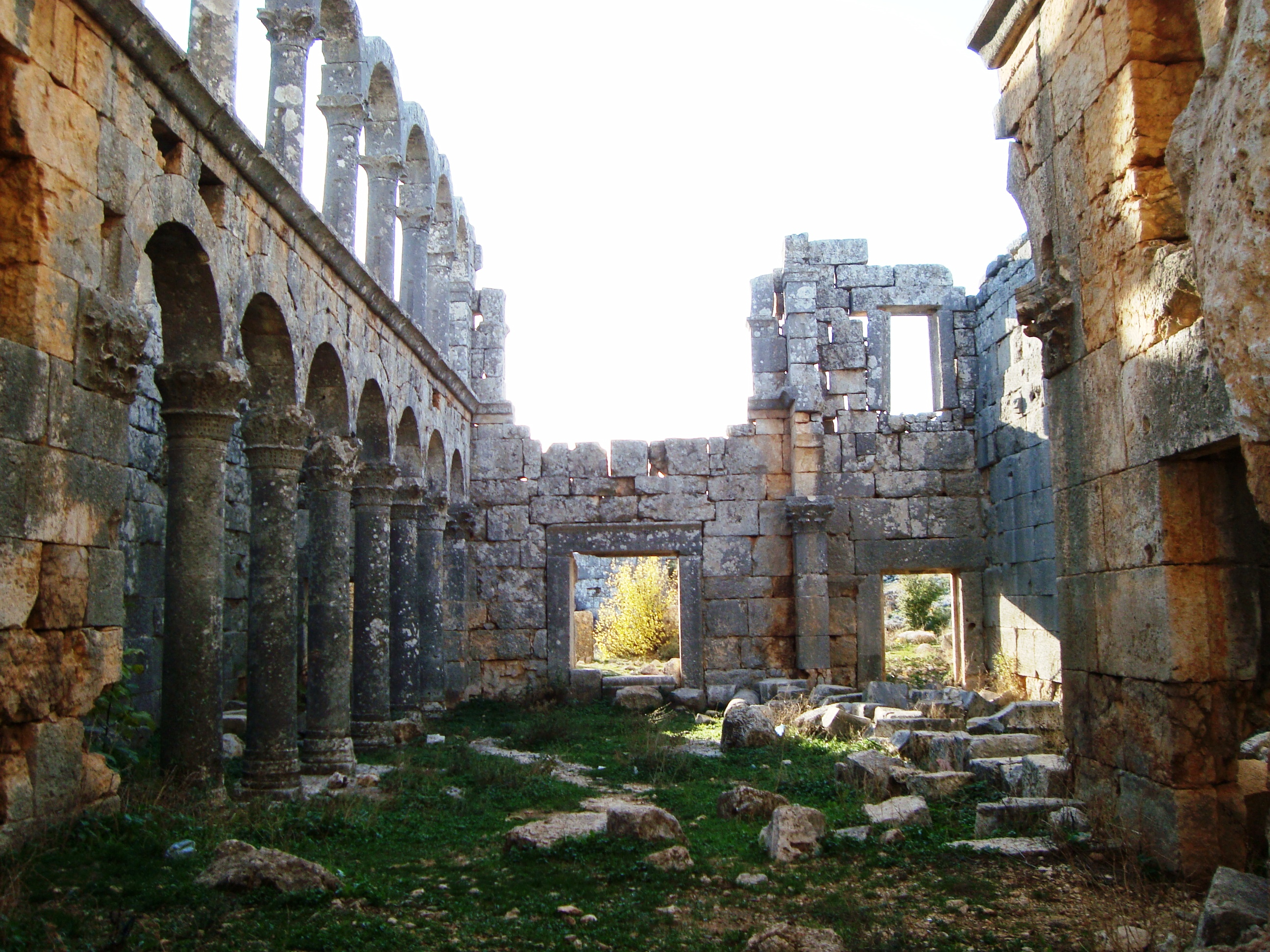
canbazlı
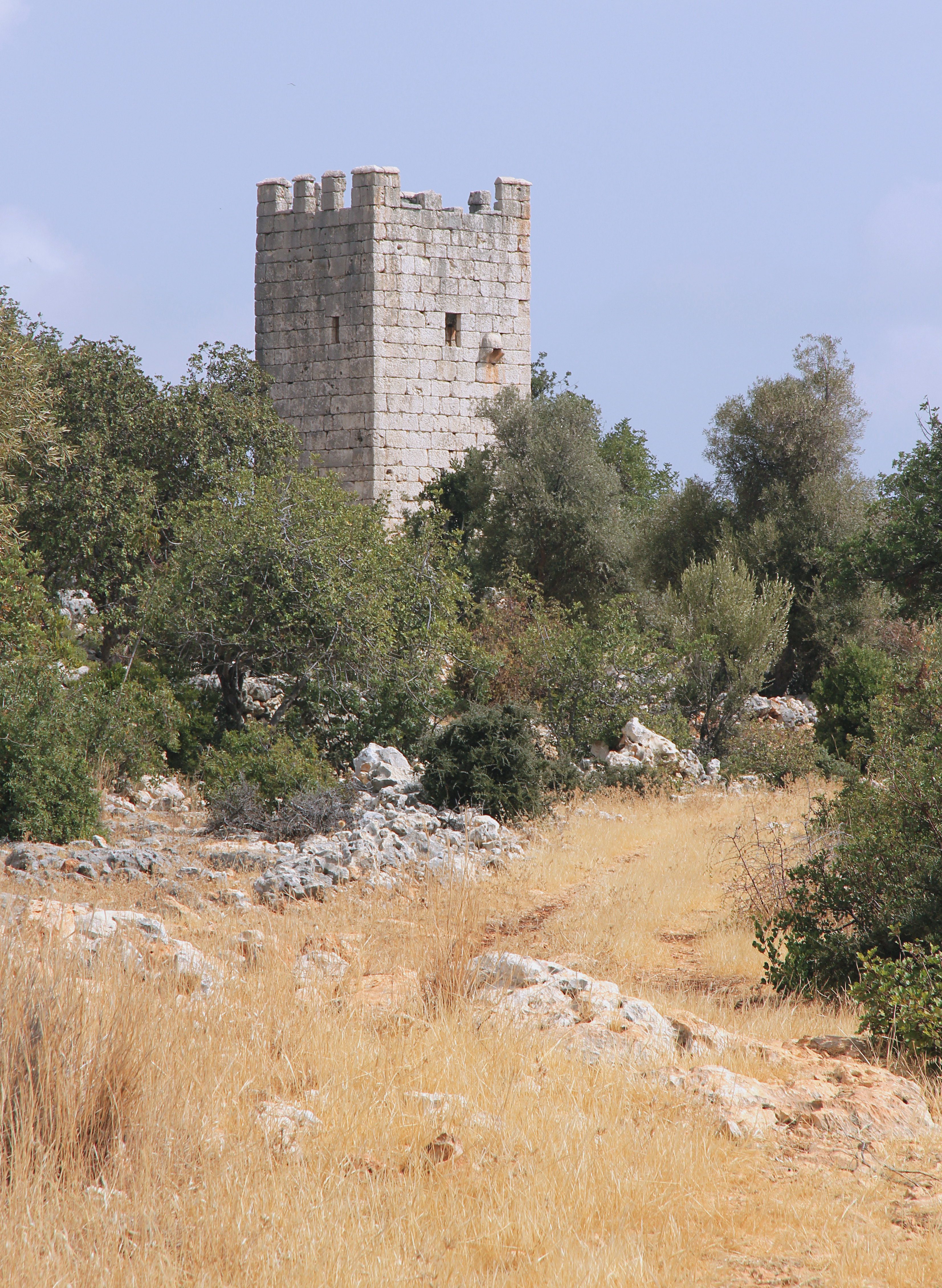
Akkum, torony